# Rosoy (Oise)
Rosoy település Franciaországban, Oise megyében. Lakosainak száma 622 fő (2022. január 1.). Rosoy Labruyère, Angicourt, Bailleval, Cinqueux, Liancourt, Sacy-le-Grand és Verderonne községekkel határos.

## Népesség
A település népessége az elmúlt években az alábbi módon változott:
| Lakosok száma | 612  | 631  | 647  | 632  | 629  | 627  | 624  | 622  | 622  |
|               | 2013 | 2015 | 2016 | 2017 | 2018 | 2019 | 2020 | 2021 | 2022 |